# Kalle kocht
Kalle kocht ist eine Sitcom von RTL Television. Sie handelt von den alltäglichen Problemen eines alleinerziehenden Mannes in einer großen Stadt. Von den sieben produzierten Episoden wurden 2003 nur sechs ausgestrahlt, dann wurde die Serie abgesetzt.

## Handlung
Kalle Kamrath (Kalle Pohl), alleinerziehender Vater, lebt mit seinen Töchtern Kim und Laura, seiner Mutter Mechthild und seiner neuen Chefin Lisa Struck unter einem Dach. Kalle ist von Beruf Chefkoch in einem kleinen Restaurant. Seine Kollegen sind der unfähige französische Koch Claude, Kalles bester Freund, der tölpelhafte Azubi Toni und der homosexuelle Kellner Bodo. Probleme hat Kalle nicht nur zu Hause, wo ihm seine halbwüchsigen Töchter und seine leicht senile Mutter das Leben schwer machen. Auch im Restaurant strapaziert Lisa Struck mit ihrem autoritären Führungsstil gehörig seine Nerven. Doch Kalle ist ein Kämpfer!

## Hintergrund
Die Sitcom lief am Comedy-Sendeplatz von RTL freitags um 21.15 Uhr. Im Gegensatz zu anderen hier sehr erfolgreich ausgestrahlten Formaten floppte sie und wurde vorzeitig abgesetzt.

## Episoden
| Folge | Titel                      | Ausstrahlung   |
| ----- | -------------------------- | -------------- |
| 1     | Perlhuhn vor die Säue      | 25. April 2003 |
| 2     | Kugelfisch                 | 2. Mai 2003    |
| 3     | Liebe geht durch den Magen | 9. Mai 2003    |
| 4     | Falscher Hase              | 16. Mai 2003   |
| 5     | A la karte                 | 23. Mai 2003   |
| 6     | Bandsalat                  | 6. Juni 2003   |
| 7     | Ein schmackhaftes Angebot  | keine          |